# Susteren
Susteren (Holandês: Zöstere) é uma cidade localizada na província holandesa de Limburg. Está localizado na municipalidade de Echt-Susteren, a cerca de 7 km à noroeste de Sittard.
Susteren surgiu no século IX cresceu a redor de um monastério e recebeu estatuto de cidade em 1276. Susteren fora um município separado até 2003 quando se fundiu com Echt